# Redukciós formulák
A redukciós formulák bizonyos {\displaystyle I_{n}=\int f(x,n)\,dx} alakú határozatlan integrálokra adnak rekurziót.
Ezek a rekurziók gyakran jól alkalmazhatók bizonyos határozott integrálok kiszámítására.

## Legfontosabb redukciós formulák

### Trigonometrikus redukciós formulák
{\displaystyle \int \sin ^{n}xdx={\frac {(n-1)}{n}}\int \sin ^{n-2}x\,dx-{\frac {1}{n}}\sin ^{n-1}x\,\cos x}
{\displaystyle \int \cos ^{n}xdx={\frac {(n-1)}{n}}\int \cos ^{n-2}x\,dx+{\frac {1}{n}}\cos ^{n-1}x\,\sin x}
A két formula levezetése analóg, mi csak az elsőt mutatjuk be. Parciálisan integrálva:
{\displaystyle \int \sin ^{n-1}x\,(-\cos 'x)\,dx=-\sin ^{n-1}x\,\cos x+(n-1)\int \sin ^{n-2}x\,\cos ^{2}x\,dx}, ahol
{\displaystyle \int \sin ^{n-2}x\,\cos ^{2}x\,dx=\int \sin ^{n-2}x\,(1-sin^{2}x),dx}.
Visszaírva és, rendezve:
{\displaystyle n\int \sin ^{n-1}x\,(-\cos 'x)\,dx=(n-1)\int \sin ^{n-2}x\,dx-\sin ^{n-1}x\,\cos x}, ami már maga a redukciós formula.
{\displaystyle \int {\frac {dx}{(1+x^{2})^{n}}}}
{\displaystyle \int {\frac {dx}{(1+x^{2})^{n}}}={\frac {1}{2n-2}}{\frac {x}{(1+x^{2})^{n-1}}}+{\frac {2n-3}{2n-2}}\int {\frac {dx}{(1+x^{2})^{n-1}}}}
Hogy ezt belássuk, a számlálót írjuk át:
{\displaystyle \int {\frac {dx}{(1+x^{2})^{n}}}=\int {\frac {dx}{(1+x^{2})^{n-1}}}-\int {\frac {x^{2}}{(1+x^{2})^{n}}}\,dx}
Parciálisan integrálva:
{\displaystyle \int {\frac {x^{2}}{(1+x^{2})^{n}}}\,dx={\frac {1}{2n-2}}\left[{\frac {-x}{(1+x^{2})^{n-1}}}+\int {\frac {dx}{(1+x^{2})^{n-1}}}\right]}, amit rendezve már a kívánt formulához jutunk.
{\displaystyle \int x^{n}e^{ax}\,dx}
Parciálisan integrálva kapjuk, hogy
{\displaystyle \int x^{n}e^{ax}\,dx={\frac {1}{a}}\left[{a}x^{n}e^{ax}-n\int x^{n}e^{ax}\,dx\right]}

## Alkalmazások

### Trigonometrikus helyettesítéseknél
Irracionális függvények határozott integráljának a kiszámításakor gyakran alkalmazhatunk olyan trigonometrikus helyettesítést, ahol az integrandusz a helyettesítés után sin, vagy cos polinomja, és a határok {\displaystyle {\frac {\pi }{2}}} többszörösei. Ekkor hasznos a következő két formula, amit a redukciós formulák alkalmazásával könnyen megkaphatunk:
{\displaystyle \int _{0}^{\pi /2}\sin ^{2n+1}x\,dx={\frac {2\cdot 4\ldots 2n}{3\cdot 5\ldots (2n+1)}}}
{\displaystyle \int _{0}^{\pi /2}\sin ^{2n}x\,dx={\frac {1\cdot 3\ldots (2n-1)}{2\cdot 4\ldots (2n)}}\cdot {\frac {\pi }{2}}}

### Racionális törtfüggvények integrálásakor
Racionális törtfüggvény primitív függvényének a meghatározásakor a függvényt parciális törtekre bontjuk. A kapott összeadandók primitív függvényét zárt alakban megkaptuk, kivéve az {\displaystyle \int {\frac {dx}{(x^{2}+1)^{n}}}} alakú tagokét. Hogy ezen tagok határozott integrálját is számolhassuk, redukciós formulát alkalmazunk:
{\displaystyle I_{n}=\int _{a}^{b}{\frac {dx}{1+x^{2}}}}
{\displaystyle I_{n}={\frac {1}{2n-2}}{\Big [}{\frac {x}{(1+x^{2})^{n-1}}}{\Big ]}_{a}^{b}+{\frac {2n-3}{2n-2}}I_{n-1}={\frac {1}{2n-2}}{\Big [}{\frac {x}{(1+x^{2})^{n-1}}}{\Big ]}_{a}^{b}+{\frac {2n-3}{(2n-2)(2n-4)}}{\Big [}{\frac {x}{(1+x^{2})^{n-1}}}{\Big ]}_{a}^{b}+\,\ldots \,+{\frac {(2n-3)!!}{(2n-2)!!}}{\Big [}{\text{arc tg }}x{\Big ]}_{a}^{b}}

### Gamma-függvény
Felhasználva, hogy
{\displaystyle \int _{0}^{\infty }e^{-t}\,dt=1},
az idevágó redukciós formulából adódik, hogy
{\displaystyle \int _{0}^{\infty }x^{n}e^{-t}\,dt=n!}.
A gamma-függvény szokásos definíciójával egybevetve:
{\displaystyle \Gamma (n+1)=n!}
Ugyanazt a parciális integrálást elvégezve, amit a vonatkozó redukciós formulánál elvégeztük kapjuk, hogy
{\displaystyle \Gamma (x)=(x-1)\Gamma (x-1)}.